# This Is England (chanson)
Singles de The Clash
Should I Stay or Should I Go
(1982) I Fought the Law (ressortie)
(1988)
Pistes de Cut the Crap
Movers and Shakers Three Card Trick
This Is England est le 19e single du groupe punk britannique The Clash. Il s'agit du dernier single sorti par le groupe, avec alors la formation suivante : Joe Strummer, Paul Simonon, Nick Sheppard, Pete Howard et Vince White.

## Contexte
Cette chanson est éditée en single afin de faire de la promotion du disque Cut the Crap de 1985. Contrairement à l'album, qui n'a jamais été apprécié par les critiques ni le public, This Is England est souvent louée pour ses qualités. D'ailleurs, Joe Strummer la décrit comme sa « dernière grande chanson des Clash ». Dans un sondage du numéro de décembre 2003 du magazine Uncut afin d'établir le classement des 30 meilleures chansons des Clash, celle-ci atteint la 30e place.
Cependant, les critiques à l'époque du single sont beaucoup plus négatives à son égard, comme pour l'album Cut the Crap. Ainsi, on peut lire dans l'analyse de Gavin Martin du NME : « Strummer's rant bears all the signs of agit rocker well into advance senility ».

## Paroles et signification
Écrite à la fin de 1983, la chanson traite de l'état du Royaume-Uni, une version plus focalisée de Straight to Hell, mélangée à des paroles appelant à l'identité nationale.
La chanson brosse un portrait des différents problèmes que rencontre la Grande-Bretagne aux alentours de 1984 : la violence des quartiers sensibles, l'aliénation urbaine, la vie dans les logements sociaux, le chômage, l'industrie automobile mourante de Grande-Bretagne, un hiver Sud atlantique qui a récemment tué des centaines de jeunes britanniques, la guerre des Malouines et le consumérisme — l'esprit soumis de la plupart des britanniques à l'époque.

## Changement de compositeurs
Lors de sa sortie en single, This Is England est crédité au nom de The Clash (techniquement, « Strummer & Co. »). Cependant, quand Cut the Crap sort à son tour, le livret annonce que les compositeurs sont Joe Strummer et le manager Bernie Rhodes, comme pour le reste des titres de l'album. Aucune explication n'a jamais été donnée pour justifier cette modification. Depuis, dans les différentes rééditions de la chanson, comme dans le livre The Complete Clash de Keith Topping, la chanson est attribuée au duo Strummer/Rhodes.

## Différentes éditions
Au départ, les Clash décident d'oublier complètement la dernière formation du groupe. Ainsi, This Is England n'est pas présent sur la compilation The Singles sorti en 1991. De même, le coffret Clash on Broadway ne liste pas ThIs Is England / Do It Now dans sa partie traitant de la discographie des singles anglais, finissant avec Should I Stay or Should I Go / Straight to Hell. Enfin, le documentaire Westway to the World réalisé par Don Letts ignore totalement cette période en laissant l'impression que les Clash se sont dissous quand Mick Jones quitta le groupe.
Pourtant, cela change avec la sortie de The Essential Clash qui comprend This Is England comme dernière piste. Ainsi, cette compilation est la première à reconnaitre une chanson de la dernière période du groupe.
Le single est entièrement réédité sur CD pour le disque 19 du coffret Singles Box, sorti en 2006, complété par une nouvelle création de la pochette et accompagné des chansons Sex Mad Roar et de Do It Now. Une nouvelle édition de l'album The Singles suit en 2007, qui inclut elle aussi le morceau.

### Sources
- Keith Topping, The Complete Clash, Reynolds & Hearn Ltd, 2003, 272 p. (ISBN 978-1-90311-170-3)